# Ulrich Gehrig
Ulrich Gehrig (* 26. Dezember 1932 in Magdeburg; † 24. Februar 2019) war ein deutscher Klassischer Archäologe.
Gehrig besuchte die Schule in Magdeburg und Berlin. Seit dem Wintersemester 1951/52 studierte er an der Universität Hamburg, zunächst Medizin, dann Klassische Archäologie. Drei Semester studierte er in München. 1963 wurde er in Hamburg bei Ulf Jantzen mit einer Arbeit zu den geometrischen Bronzen aus dem Heraion von Samos promoviert. Anschließend war er 1963/1964 Assistent an der Universität Hamburg und von 1964 bis 1981 wissenschaftlicher Mitarbeiter und Oberkustos der Antikensammlung der Staatlichen Museen Preußischer Kulturbesitz in Berlin. Von 1982 bis zu seiner Pensionierung 1995 war er Direktor des Kestner-Museums in Hannover.

## Schriften
- Die geometrischen Bronzen aus dem Heraion von Samos. Dissertation, Universität Hamburg 1963.
- Hildesheimer Silberfund (= Bilderheft der Staatlichen Museen Preussischer Kulturbesitz. Nummer 4). Gebrüder Mann, Berlin 1967 (2., verbesserte Auflage unter dem Titel Hildesheimer Silberschatz im Antikenmuseum, ebenda 1980, ISBN 3-7861-1275-4).
- mit Adolf Greifenhagen und Norbert Kunisch: Führer durch die Antikenabteilung. Staatliche Museen Preussischer Kulturbesitz, Berlin 1968.
- Antiken aus Berliner Privatbesitz. Ausstellung Dezember 1975 – Februar 1976; Antikenmuseum Berlin, Staatliche Museen Preußischer Kulturbesitz. Hessling, Berlin 1975, ISBN 3-7769-0149-7.
- mit Hans Georg Niemeyer: Die Phönizier im Zeitalter Homers. Philipp von Zabern, Mainz 1990, ISBN 3-8053-1244-X.
- Die Greifenprotomen aus dem Heraion von Samos (= Samos. Band 9). Habelt, Bonn 2004, ISBN 3-7749-3271-9.